# Nati nel 1319
| Questa pagina contiene informazioni ricavate automaticamente dalle voci biografiche con l'ausilio del template Bio e di un bot. L'aggiornamento è periodico e automatico e ricostruisce completamente la pagina. Se manca una persona in questa lista, sei pregato di non aggiungerla, ma accertati piuttosto che la sua voce biografica contenga il template Bio e che i dati anagrafici siano correttamente compilati. Se il template Bio manca, inseriscilo tu stesso o, in alternativa, metti l'avviso {{tmp\|Bio}} che ne segnala la mancanza. Se i dati riportati sono sbagliati, correggi direttamente la voce biografica; le modifiche saranno visibili in questa lista entro pochi giorni. Per chiarimenti vedi il progetto biografie. La lista contiene solo le 16 persone che sono citate nell'enciclopedia e per le quali è stato implementato correttamente il template Bio. Pagina aggiornata al 13 gen 2025. |

- 26 aprile - Giovanni II di Francia, re francese († 1364)
- 5 settembre - Pietro IV d'Aragona, re († 1387)
- Alberto II il Bello di Norimberga, nobile tedesco († 1361)
- Andrea di Bonaiuto, pittore italiano († 1377)
- Giovanni Attendolo, nobile italiano
- Giulia Della Rena, religiosa italiana († 1367)
- Filippo III di Namur, marchese († 1337)
- Pietro Gambacorti, nobile italiano († 1392)
- Giacomo I di Borbone-La Marche, conte († 1362)
- Giovanna di Penthièvre, nobile francese († 1384)
- Pierre de la Jugée, cardinale e arcivescovo cattolico francese († 1376)
- Andrea da Faenza, architetto, religioso e presbitero italiano († 1396)
- Leonardo Montaldo, doge († 1384)
- Niccolò da Montefeltro, condottiero italiano († 1367)
- Stefano II di Baviera, duca tedesco († 1375)
- Mariano IV d'Arborea († 1375)